# Lestremia orientalis
Lestremia orientalis är en tvåvingeart som beskrevs av Grover 1964. Lestremia orientalis ingår i släktet Lestremia och familjen gallmyggor. Inga underarter finns listade i Catalogue of Life.